# بزدنا (چوواشستان)
بزدنا (انگلیسی: Bezdna) یک رودخانه در استان چوواشستان کشور روسیه است.